# Lungomare Trieste
Il lungomare Trieste di Salerno è un grande giardino alberato (interamente pedonale, largo 30 metri e lungo circa 1 km e mezzo) che costeggia il mare Tirreno nel tratto centrale del nucleo urbano, da Piazza della Libertà al Porto turistico "Masuccio".

## Storia
Fino all'Ottocento, non esisteva ancora. Un primo "avanzamento" della strada, col conseguente riempimento del precedente arenile costiero, avvenne nei primi decenni del secolo scorso, con la creazione dei primi giardini fino all'altezza dell'attuale Palazzo della Provincia negli anni trenta.
In seguito all'eruzione del Vesuvio del 1944 e ai bombardamenti aerei, fu realizzato il tratto successivo adoperando le ceneri vulcaniche miste alle macerie.
La realizzazione definitiva dell'opera risale ai primi anni cinquanta del XX secolo, anni in cui sono stati colmati lunghi tratti di spiaggia ed è stata realizzata anche la sua conclusione meridionale, il porto turistico "Masuccio Salernitano" con il Monumento al Marinaio di piazza Concordia. Alfonso Menna, che fu sindaco di Salerno negli anni cinquanta (e che fu il principale promotore del suo allargamento in quel decennio), era solito dire che l'idea di costruire l'attuale lungomare di Salerno era venuta anche dal Re d'Italia Vittorio Emanuele III (quando soggiornò a Salerno nei mesi di Salerno Capitale).
Fu definito il più bel lungomare del Mediterraneo negli anni cinquanta.
Sul viale più esterno, inoltre, corre un binario ferroviario mediante il quale le merci sbarcate al porto commerciale venivano trasportate con un apposito treno alla stazione ferroviaria.
Il Lungomare è stato sottoposto ad un esteso lavoro di valorizzazione con un nuovo arredo urbano all'inizio degli anni novanta, per delibera della prima Giunta di sinistra del Sindaco Vincenzo Giordano, ad opera di progettisti salernitani quali l'arch. Giovanni Carpentieri (direttore dei lavori), Mario Villani e dell'ing. Aniello Sessa.
Il grande giardino è costituito da tre viali paralleli separati da vaste aiuole piantumate a palme (Phoenix canariensis, P. dactylifera, Washingtonia sp., Chamaerops sp.), tamerici, lecci, pini d'Aleppo, platani ed altre essenze.

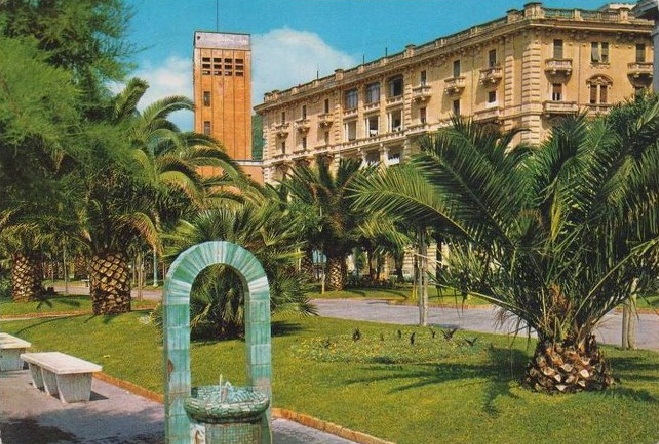
Il lungomare di Salerno nei primi anni sessanta

Nel 2006-2007, un insetto parassita di provenienza asiatica (Rhynchophorus ferrugineus) letale per le piante ha attaccato gran parte delle palme.
Nel 2011 è stato interessato dai lavori per l'abbattimento delle barriere architettoniche e la creazione di percorsi tattili per ciechi ed ipovedenti.
Nel 2012 iniziano i lavori per la piantumazione delle nuove palme, varietà palma della California e di altre essenze arboree (pittosporo, leccio, oleandro, tamerice) con l'obiettivo di recuperare il disegno botanico del passato.